# Geografia della Lettonia

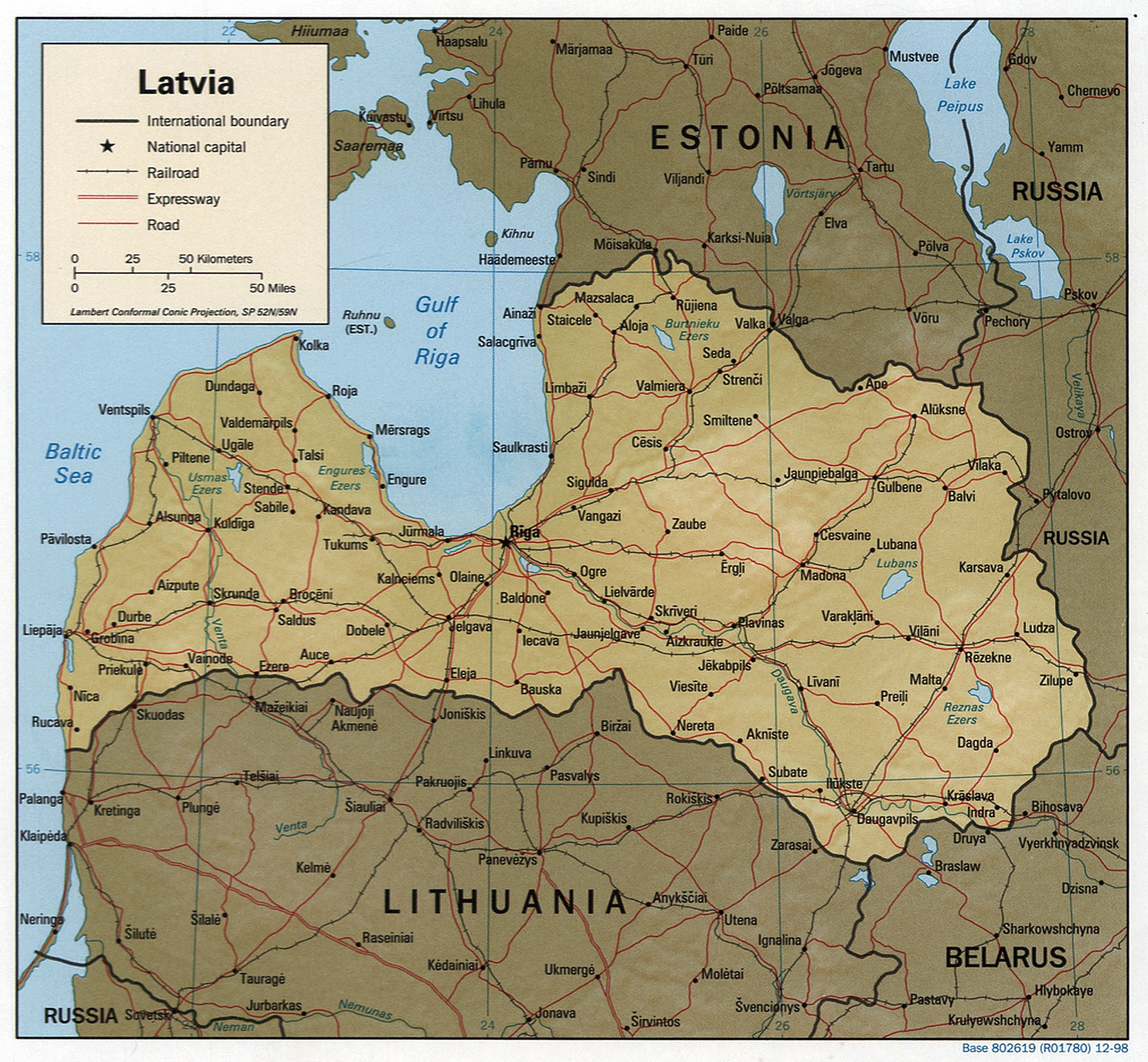
Mappa della Lettonia

La Lettonia è situata in un'area compresa fra i 55°40' e i 58°05' latitudine Nord e i 20°58' e 28°14' longitudine est affacciata sulla parte orientale del mar Baltico tra l'Estonia e la Lituania.
Il 98% della superficie del territorio ha un'altitudine inferiore ai 200 m s.l.m.
Il paese ha circa 12.000 corsi d'acqua, solo 17 di questi superano i 100 km di lunghezza. Vi sono anche circa 3.000 laghi tutti di dimensioni modeste. gran parte del territorio (42 %) è coperto da foreste.
Il paese ha uno sviluppo costiero di 531 km, le coste sono sabbiose. Il golfo di Riga ghiaccia nei mesi invernali mentre sulla costa occidentale i porti di Liepāja e Ventspils rimangono accessibili tutto l'anno.
Le risorse naturali sono scarse.

## Dati generali

### Confini
Confina a nord con l'Estonia per 339 km, a est con la Russia per 217 km, a sud-est con la Bielorussia per 141 km e a sud con la Lituania per 453 km, si affaccia sul mar Baltico che al centro forma un'ampia insenatura: il golfo di Riga.
Le coste occidentali del paese si affacciano sul mar Baltico e nella parte nord-occidentale si apre il golfo di Riga.

### Superficie
La sua superficie è di 64.589 km²

## Morfologia
La morfologia della Lettonia, come quella dei paesi confinanti si è formata in gran parte nell'era quaternaria e nella glaciazione del pleistocene quando terra e detriti furono spinti dai ghiacciai a formare colline e ondulazioni.
Il 75% del territorio del paese è costituito da pianure con lievi ondulazioni che forniscono terreno adatto per i pascoli, il restante 25% è costituito da basse colline.
Il 10 % circa della superficie è coperto da paludi e aree umide, il 42% è invece coperto da foreste.
Le coste sono basse e sabbiose ricche di dune e con frequenti lagune e laghi, i porti sono tutti in corrispondenza di estuari di fiumi.

## Idrografia

### Fiumi

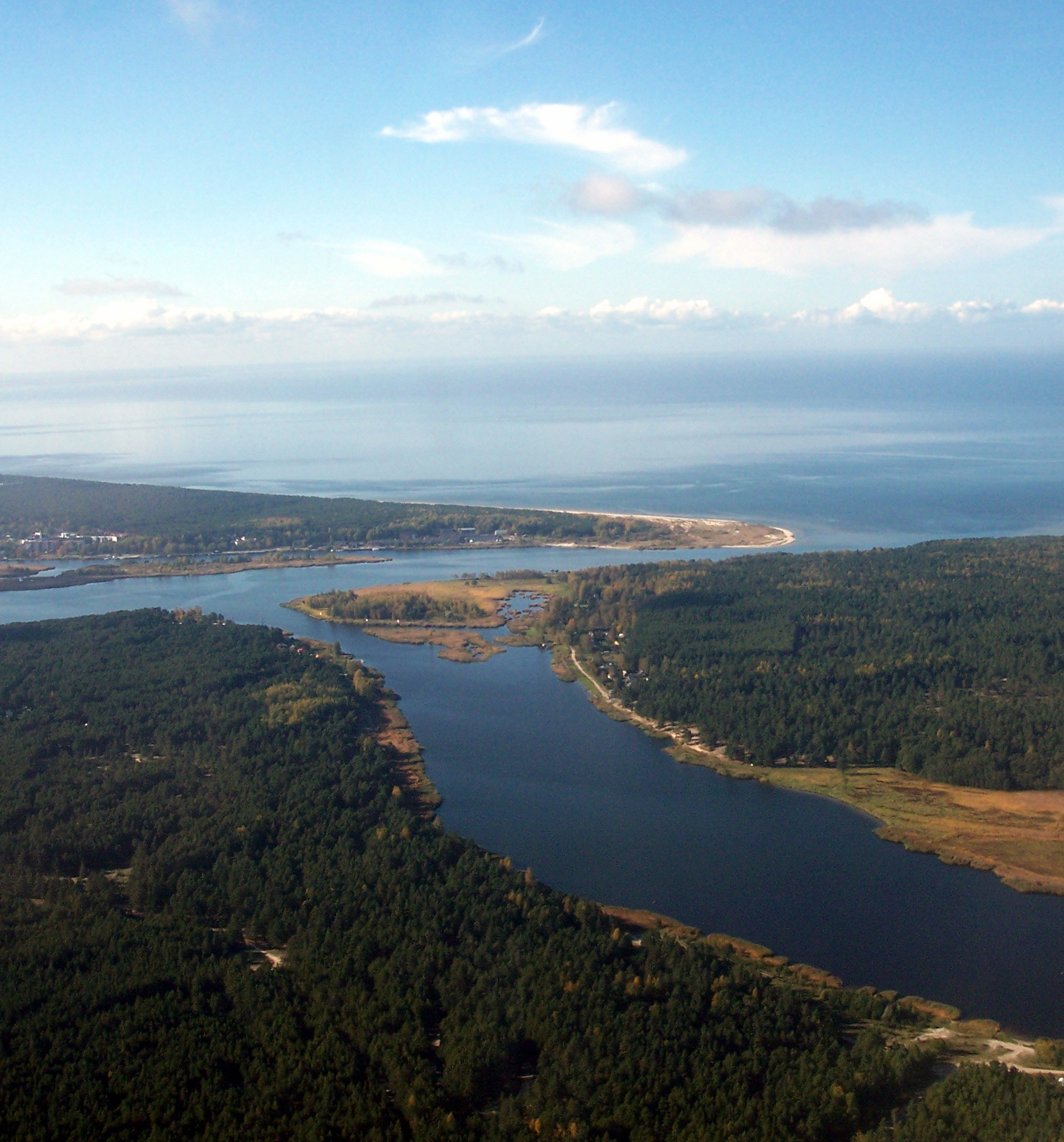
Il Lielupe in fondo ed il Buļļupe in primo piano

La Lettonia ha una fitta rete di fiumi rilevanti sia per la storia sia per l'economia del paese. Il fiume più lungo è il Daugava (Dvina occidentale), che ha rappresentato un'importante via di comunicazione per millenni. Vi hanno navigato le tribù locali e in seguito i Vichinghi, i russi e altre popolazioni europee per scopi commerciali ma anche per conquistare i territori sulle sue rive. 
Il Daugava è lungo 1.020 km e nasce nelle colline di Valday nell'oblast russo di Tver', scorre attraverso la Bielorussia e poi devia verso la Lettonia nel territorio della quale scorre per 370 km prima di sfociare nel Golfo di Riga. 
All'ingresso in Lettonia ha una larghezza di circa 200 e giunge ai 650/750 metri a Riga mentre all'estuario è largo ben 1.5 km.
|    | Nome    | Sfocia        | Km percorsi in Lettonia | Lunghezza complessiva (km) |
| -- | ------- | ------------- | ----------------------- | -------------------------- |
| 1. | Gauja   | Golfo di Riga | 452                     | 452                        |
| 2. | Daugava | Golfo di Riga | 352                     | 1005                       |
| 3. | Ogre    | Daugava       | 188                     | 188                        |
| 4. | Venta   | Mar Baltico   | 178                     | 346                        |
| 5. | Iecava  | Lielupe       | 136                     | 136                        |

## Clima

### Temperatura e precipitazioni
Il clima lettone è influenzato dalla corrente nord-atlantica, le temperature medie invernali vanno dai -2.8 °C di Liepāja, sulla costa occidentale ai -6.6 °C della città di Daugavpils situata nella parte sud-orientale del paese. Le temperature medie estive (luglio) vanno dai 16.7 °C di Liepaja ai 17.6 °C di Daugavpils.
La vicinanza col mare fa sì che vi sia un'elevata umidità e precipitazioni abbondanti, la media annuale della città di Riga è di 566 mm, all'anno vi sono mediamente 180 giorni di pioggia, 44 di nebbia e solo 72 giorni di sole. Per circa 82 giorni all'anno il paese è innevato. Lungo le coste, specialmente in quelle del Golfo di Riga in cui le acque sono meno salmastre e profonde, nella stagione invernale l'acqua ghiaccia e si formano le banchise, che si sciolgono soltanto nei mesi estivi. 

## Fonti e bibliografia
In parte tradotto da:
- (EN) Country Studies - The Library of Congress, su lcweb2.loc.gov.

Dati numerici presi da:
- (EN) - CIA Factbook, su cia.gov. URL consultato il 27 novembre 2006 (archiviato dall'url originale l'11 marzo 2011).